# Teofisto Guingona jr.
Teofisto T. Guingona jr. (San Juan, 4 juli 1928) was de Filipijnse vicepresident tijdens de eerste termijn van Gloria Macapagal-Arroyo. Guinona jr. was bovendien Executive Secretary (Eerste minister) en minister van justitie in het kabinet van Fidel Ramos en minister van buitenlandse zaken in het kabinet van Gloria Macapagal-Arroyo. Ook werd hij tweemaal gekozen als senator.

## Biografie

### Vroege levensloop en carrière
Teofisto Guingona jr. werd geboren op 4 juli 1928 in San Juan, een plaats in Metro Manilla. Hij was de enige zoon van bestuurder en politicus Teofisto Guingona sr. en Josefa Tayko. Na het voltooien van zijn middelbare school aan de Ateneo de Manila University, behaalde hij aan dezelfde onderwijsinstelling een Bachelor of Arts-diploma en voltooide hij er een bachelor-opleiding rechten. Op 25 januari 1954 slaagde Guingona voor het toelatingsexamen van de Filipijnse balie.
Guingona jr. was een van de leden van de Constitutionele Conventie van 1971, waar de nieuwe Filipijnse Grondwet werd ontworpen. Het jaar erop werd deze Grondwet geratificeerd. Nadat Marcos in september van datzelfde jaar de staat van beleg uitriep en duizenden tegenstanders van Marcos werden opgepakt was Guingona jr. actief als mensenrechtenadvocaat. Hij was verzette zich tegen de misstanden onder het regime-Marcos. Zo richtte hij SANDATA op en werd hij erevoorzitter van DANILA. Deze twee organisaties zetten zich in voor sociale en economische hervormingen. Voor zijn oppositie en activiteiten tijden de periode van staat van beleg, werd hij tweemaal gevangengenomen. De eerste keer was in 1972 en de tweede keer in 1978.

### Senator
Na de val van Marcos door de EDSA-revolutie in februari 1986 werd Guingona jr door opvolger Corazon Aquino aangesteld als voorzitter van de Commission on Audit. Bij de verkiezingen van 1987 werd hij gekozen als lid van de Senaat van de Filipijnen. Van 1987 tot 1989 was Guingona jr. de senaatspresident pro tempore (plaatsvervangend senaatspresident bij afwezigheid van Jovito Salonga). Ook was hij in deze periode tot 1989 voorzitter van de Committee on Accountability of Public Officers & Investigations, beter bekend als de Blue Ribbon Committee. Deze senaatscommissie doet onderzoek naar misstanden binnen de Filipijnse overheid en overheidsbedrijven. Gedurende het 2e deel van het 8e Filipijnse Congres van 1989 tot 1992 was hij de Majority Floor Leader van de Senaat. In 1992 werd Guingona jr. herkozen voor een nieuwe termijn van drie jaar.

### Minister en opnieuw senator
In 1993 eindigde zijn termijn in de Senaat voortijdig toen hij door president Fidel Ramos werd benoemd tot Executive Secretary, een belangrijke positie in het Filipijnse kabinet, ook wel aangeduid als de little president. Deze positie bekleedde hij tot zijn benoeming in 1995 tot minister van justitie. In 1998 nam Guingona ontslag om deel te kunnen nemen aan de verkiezingen. Bij dei verkiezingen van 1998 werd Guingona jr. opnieuw gekozen in de Senaat, ditmaal voor een termijn van zes jaar. In deze termijn als senator werd hij door zijn collega's in de Senaat gekozen tot Minority Leader. Hij was een van de senatoren die zich in deze periode uitsprak tegen de misstanden onder de regering van de nieuwe president Joseph Estrada en was een van de senatoren die voor waren bij een stemming over het openen van een envelop met bewijs tegen Estrada gedurende zijn afzettingszaak.

### Vicepresident
Na de EDSA II-revolutie in 2001, die de val van president Joseph Estrada inluidde, werd vicepresident Gloria Macapagal-Arroyo ingezworen als nieuwe president van de Filipijnen. Macapagal-Arroyo benoemde daarop Guingona jr. tot nieuwe vicepresident. Tevens werd hij benoemd tot minister van buitenlandse zaken. Op 2 juli 2002 nam Guingona wegens meningsverschillen over het te volgen beleid ontslag als minister van buitenlandse zaken. Na afloop van zijn termijn in 2004 stelde hij zich in tegenstelling tot Macapagal-Arroyo niet beschikbaar voor een nieuwe termijn. In plaats daarvan steunde hij de presidents- en vicepresidentskandidaten van de oppositie, Fernando Poe jr. en Loren Legarda. Guingona jr. werd na de verkiezingen van 2004 opgevolgd door Noli de Castro, de running mate van Macapagal-Arroyo, die zelf bij deze verkiezingen herkozen werd.

### Latere carrière
Nadien werd Guingona door Macapagal-Arroro aangesteld als Filipijns ambassadeur in China. In 2005 op het hoogtepunt van de Hello Garcia-controverse, waarbij Macapagal-Arroyo beschuldigd werd van het plegen van fraude tijdens de verkiezingen van 2004 nam hij ontslag. In 2007 was Guingona betrokken bij een bezetting van het Peninsula Manila Hotel in Makati City door officieren en enkele tientallen soldaten die in die tijd terecht stonden voor hun rol bij de Oakwoodmuiterij uit 2003. Hij werd daarop gearresteerd, maar in december van dat jaar vrijgesproken van de tegen hem aangespannen rebellie-aanklachten.
Guingona jr. trouwde met Ruth de Lara, burgemeester van Gingoog City in Misamis Oriental en kreeg met haar drie kinderen. Hun zoon Teofisto Guingona III is ook politicus en werd in 2007 gekozen als voor een tweede opeenvolgende termijn als afgevaardigde van het kiesdistrict Bukidnon.

### Boeken
- D. H. Soriano, Isidro L. Retizos (1981), The Philippines Who's who, 2nd ed. Who's Who Publishers, Manilla
- Bowker-Saur (1991), Who's Who in Asian and Australasian Politics, Bowker-Saur, Londen
- Mahal Kong Pilipinas Foundation, Inc (1994), Who's who in Philippine Government, Mahal Kong Pilipinas Foundation, Inc, Quezon City

### Websites
- Biografie Teofisto Guingona jr., website Filipijnse Senaat (geraadpleegd op 10 september 2015)
- Chan Robles Law Firm, Lijst met Filipijnse advocaten - G, website Chan Robles Law Firm (geraadpleegd op 10 september 2015)
- Biografie Teofisto Guingona jr., website Filipijnse Overheid (geraadpleegd op 10 september 2015)

Mariano Trias · Sergio Osmeña · Elpidio Quirino · Fernando Lopez · Carlos P. Garcia · Diosdado Macapagal · Emmanuel Pelaez · Carlos Garcia · Fernando Lopez · Arturo Tolentino · Salvador Laurel · Joseph Estrada  · Gloria Macapagal-Arroyo · Teofisto Guingona jr. · Noli de Castro · Jejomar Binay · Leni Robredo · Sara Duterte
- Gemeinsame Normdatei: 140499458
- International Standard Name Identifier: 0000 0000 6699 4467
- Library of Congress Control Number: n88026589
- Nationale Bibliotheek van Israël: 987007262120605171
- Virtual International Authority File: 68007105
- WorldCat: E39PBJbtwjwcCcFhjBJ9hVxv73